# 生拌牛肉
生拌牛肉（韓語：육회），是韓國料理中的一種生牛肉菜式，這道菜與法國菜中的韃靼牛肉相似，都是把未經加熱烹調的牛肉搗碎而成。

## 做法
做法是先把牛肉，一般採用少脂肪的牛柳部分，先置於冰箱的冷凍格約一小時，之後再將沙梨去皮後切成粗條後泡浸在由砂糖和水所調的糖水內，主要是為了防止梨條氧化變色，放入冰箱內備用，然後把從冷凍格取出未完全凍僵的牛肉，跟沙梨一樣切成條狀，然後加入調味料，如醬油、蜜糖、芝麻、青蔥、蒜蓉、黑胡椒和芝麻油，再與牛肉拌勻，然後再從冰箱內取出已泡浸完糖水的沙梨條平舖在盤子上，再在上面放上拌勻了醬汁的牛肉，最後可加上一個生雞蛋。

## 外部連接
维基共享资源上的相關多媒體資源：生拌牛肉